# Алесандру Камарсу
Алесандру Камарсу (порт. Alessandro Camarço; нар. 25 квітня 1982) — колишній бразильський тенісист.
Найвищу одиночну позицію світового рейтингу — 382 місце досяг 3 жовтня 2005, парну — 889 місце — 22 березня 2004 року.

## Фінали ITF Ф'ючерс

### Одиночний розряд: 5 (4–1)
| Результат | В-П | Дата     | Турнір                             | Покриття | Суперник         | Рахунок       |
| --------- | --- | -------- | ---------------------------------- | -------- | ---------------- | ------------- |
| Поразка   | 0–1 | Лип 2003 | Еквадор F3, Villamil               | Тверде   | Себастьян Декуд  | 3–6, 2–6      |
| Перемога  | 1–1 | Чер 2004 | Мексика F7, Монтеррей              | Тверде   | Алехандро Фаббрі | 6–3, 6–2      |
| Перемога  | 2–1 | Жов 2004 | Бразилія F8, Ресіфі                | Ґрунт    | Марсело Мело     | 6–4, 5–7, 6–4 |
| Перемога  | 3–1 | Вер 2005 | Бразилія F8, Форталеза             | Тверде   | Марсело Мело     | 6–4, 2–6, 6–1 |
| Перемога  | 4–1 | Вер 2005 | Бразилія F9, Сан-Бернарду-ду-Кампу | Ґрунт    | Лукас Енжіл      | 2–6, 6–4, 6–4 |

### Парний розряд: 2 (0–2)
| Результат | В-П | Дата     | Турнір                    | Покриття | Партнер         | Суперники                   | Рахунок     |
| --------- | --- | -------- | ------------------------- | -------- | --------------- | --------------------------- | ----------- |
| Поразка   | 0–1 | Бер 2004 | Бразилія F2, Caldas Novas | Тверде   | Леонарду Кірше  | Марсело Мело Бруно Соарес   | 2–6, 3–6    |
| Поразка   | 0–2 | Вер 2005 | Бразилія F8, Форталеза    | Тверде   | Роналду Карвалю | Марсело Мело Антоніо Пріето | 3–6, 6–7(8) |